# The Last of Us
The Last of Us é um jogo eletrônico de ação-aventura e sobrevivência desenvolvido pela Naughty Dog e publicado pela Sony Computer Entertainment. Ele foi lançado exclusivamente para PlayStation 3 em 14 de junho de 2013. Na história, os jogadores controlam Joel, um homem encarregado de escoltar uma adolescente chamada Ellie através de um Estados Unidos pós-apocalíptico. The Last of Us é jogado a partir de uma perspectiva em terceira pessoa, com os jogadores usando armas de fogo, armas improvisadas e furtividade a fim de defenderem-se de humanos hostis e criaturas canibalísticas infectadas por uma mutação do fungo Cordyceps. Um "Modo de Escuta" permite a localização de inimigos por meio de uma escuta e percepção espacial aprimoradas. Armas podem ser melhoradas usando itens recolhidos do ambiente. Há um modo multijogador online em que até oito jogadores podem entrar em diferentes modos de partidas cooperativas ou competitivas.
O desenvolvimento de The Last of Us começou em 2009 logo depois da finalização de Uncharted 2: Among Thieves, o título anterior da Naughty Dog. A relação entre Joel e Ellie foi o foco central do jogo, com todos os outros elementos de história e jogabilidade desenvolvendo-se ao seu redor. A equipe criativa escolheu os atores Troy Baker e Ashley Johnson a fim de interpretarem os personagens principais, que realizaram a captura de movimentos e dublagem para seus respectivos papéis. Ambos auxiliaram o diretor de criação Neil Druckmann com o desenvolvimento da história e personagens. Novos motores de jogo foram criados para satisfazer as necessidades técnicas, com a inteligência artificial de Ellie sendo um grande ponto de desenvolvimento e aprimoramento. A trilha sonora original foi composta por Gustavo Santaolalla, enquanto os efeitos sonoros assumiram um ponto de vista mais naturalista e minimalista do que em outros jogos de ação.
The Last of Us foi anunciado em 2011, gerando grande expectativa. Ele foi aclamado pela crítica especializada, com elogios sendo direcionados particularmente para sua caracterização, enredo, subtexto, exploração da condição humana e representação de personagens femininas. O título tornou-se um dos jogos mais bem vendidos do PlayStation 3, vendendo mais de 1,3 milhões de cópias apenas em sua primeira semana e mais de oito milhões depois de catorze meses. The Last of Us é considerado como um dos melhores jogos eletrônicos da história, tendo vencido vários prêmios de Jogo do Ano. 
Desde o seu lançamento, a Naughty Dog lançou vários complementos para o jogo na forma de conteúdo para download; The Last of Us: Left Behind foi lançado em 2014 e adiciona uma campanha de um jogador contando a história de Ellie junta com sua melhor amiga, Riley. Uma versão remasterizada foi lançada para o PlayStation 4 em julho do mesmo ano. Um remake intitulado The Last of Us Part I foi lançado em setembro de 2022 para PlayStation 5 e em março de 2023 para Windows. Sua sequência The Last of Us Part II foi lançada em 2020. Outras mídias de The Last of Us incluem uma história em quadrinhos em 2013, uma apresentação teatral ao vivo em 2014, uma adaptação televisiva feita pela HBO em 2023, um jogo de tabuleiro pela Themeborne em 2024 e outro futuro jogo de tabuleiro pela CMON.

## Jogabilidade

O Modo de Escuta do jogo permite que o jogador descubra a posição de inimigos ao destacar suas silhuetas, algo alcançado através de uma escuta e percepção espacial aprimoradas.

The Last of Us é um jogo eletrônico pós-apocalíptico de ação-aventura e sobrevivência apresentado a partir de uma perspectiva em terceira pessoa. O jogador atravessa uma série de ambientes arruinados, passando por locais variados como cidades, florestas, edifícios e esgotos a fim de avançar pela história. Armas de fogo, armas improvisadas e furtividade são usadas para derrotar humanos hostis e criaturas canibalísticas infectadas por uma mutação do fungo Cordyceps. O jogador controla durante a maior parte da história o personagem de Joel, um homem encarregado de escoltar uma garota chamada Ellie através dos Estados Unidos; ela e outros companheiros ocasionais encontrados no decorrer da narrativa são controlados pela inteligência artificial. Ellie torna-se temporariamente a personagem jogável durante um único segmento da história.
O jogador usa no combate tanto armas de longo alcance (como rifles, espingardas e arcos) quanto de curto alcance (como pistolas, revólveres e espingardas curtas); também é possível utilizar armas brancas (como canos e tacos de beisebol). Garrafas e tijolos podem ser jogados para distrair, tontear ou atacar inimigos. The Last of Us possui um sistema de criação que permite que o jogador aprimore armas em mesas de trabalho usando itens coletados nos ambientes. Equipamentos como kits médicos e coquetéis Molotov podem ser encontrados ou produzidos com os materiais recolhidos. Habilidades físicas, como o tamanho do medidor de saúde e velocidade de criação, podem ser melhoradas ao coletar pílulas e plantas medicinais. O medidor de saúde do jogador pode ser recarregado por meio de kits médicos caso o personagem tome algum dano.
Apesar do jogador ter a opção de atacar os inimigos diretamente, ele também pode empregar táticas furtivas para atacar ou passar pelos oponentes sem ser detectado. O combate furtivo usa uma mecânica chamada de "Modo de Escuta", que permite que o jogador localize inimigos por meio de uma escuta aprimorada e percepção espacial. Ao usar o Modo de Escuta, a silhueta dos inimigos torna-se visível, permitindo que o jogador veja adversários em diferentes locais. Um sistema de cobertura dinâmico está presente em que o jogador pode agachar-se atrás de obstáculos a fim de obter uma vantagem tática durante o combate. The Last of Us possui diversos períodos sem nenhum combate, frequentemente envolvendo apenas conversas entre os personagens. O jogador resolve quebra-cabeças simples, como utilizar painéis flutuantes para transportar Ellie, que não sabe nadar, através de corpos de água ou usar escadas e lixeiras a fim de alcançar áreas mais altas. Colecionáveis de história, como bilhetes, mapas e quadrinhos, podem ser encontrados e vistos em um menu.
O jogo contém um sistema de inteligência artificial em que inimigos humanos hostis reagem a qualquer situação de combate em que são colocados. Se um oponente descobre o jogador, ele pode chamar por ajuda ou tirar vantagem do jogador quando este está distraído, sem munição ou no meio de uma luta. Companheiros como Ellie podem auxiliar no combate ao jogarem objetos em ameaças com o objetivo de tonteá-las, revelando a localização de inimigos ou usando uma faca e pistola para atacarem adversários.
O multijogador online permite que até oito jogadores participem de partidas competitivas. Existem três modos jogavéis: Ataque de Suprimentos e Sobrevivência, que são ambos mata-matas em equipes, com o último sem a opção de renascimento; e Interrogação que consiste em duas equipes investigando a localização do cofre da equipe inimiga, com a primeira a capturar o cofre inimigo vencendo. Em todos os modos, os jogadores deviam escolher uma facção, Caçadores ou Vaga-Lumes, e manter sua facção viva coletando suplementos durante as partidas. Cada partida equivale a um dia; ao sobreviver doze "semanas", os jogadores completam sua jornada e podem re-escolher sua facção. Matando inimigos, revivendo aliados e criando itens dão ao jogador recursos que podem ser convertidos em suprimentos; suprimentos também podem ser retirados de corpos inimigos. Os jogadores podem carregar mais equipamentos ao ganharem pontos enquanto os suprimentos de sua equipe crescem. Os jogadores podem conectar seu jogo à sua conta do Facebook, na qual altera o nome e os rostos dos membros de sua equipe, para corresponder aos amigos do jogador no Facebook. Os jogadores podem personalizar seus personagens com chapéus, capacetes, máscaras e emblemas. Os servidores multijogador online da versão de PlayStation 3 do jogo foram fechados em 3 de setembro de 2019.

## Enredo
Um surto de uma mutação do fungo Cordyceps arrasa os Estados Unidos em setembro de 2013, transformando seus hospedeiros humanos em monstros canibalísticos chamados de Infectados. Joel foge do caos dos subúrbios de Austin, Texas, junto com seu irmão Tommy e sua filha Sarah. Esta acaba baleada por um soldado durante a fuga e morre nos braços do pai. A maior parte da civilização humana acaba destruída no decorrer dos vinte anos seguintes. Sobreviventes vivem em zonas de quarentena altamente policiadas, em assentamentos independentes e em grupos nômades. Joel passa a trabalhar como contrabandista junto com sua parceira Tess na zona de quarentena de Boston, Massachusetts, uma das últimas ainda funcionando. Eles caçam Robert, um comerciante do mercado negro, a fim de recuperar um carregamento roubado de armas. Robert é morto por Tess, porém antes revela ter trocado as armas com os Vaga-Lumes, uma milícia rebelde que se opõe às autoridades da zona de quarentena.
Marlene, a líder dos Vaga-Lumes, promete dobrar as provisões em troca dos dois levarem a garota adolescente Ellie para os Vaga-Lumes escondidos dentro do capitólio de Boston fora da zona de quarentena. Joel, Tess e Ellie escapam durante a noite, porém descobrem que a menina está infectada depois de serem revistados por uma patrulha. Uma infecção completa costuma ocorrer dentro de dois dias, porém Ellie afirma ter sido infectada três semanas antes e que a sua imunidade pode levar a uma cura. O trio consegue chegar em seu destino após enfrentarem hordas de Infectados; porém, descobrem que os agentes Vaga-Lumes foram assassinados. Tess revela que foi mordida e infectada, acreditando na importância de Ellie e se sacrificando a fim de garantir que Joel e a garota possam escapar. Ele decide encontrar Tommy, um ex-Vaga-Lume, na esperança de poder localizar os membros restantes da milícia. Os dois vão para a fictícia cidade de Lincoln, e conseguem adquirir um veículo com o auxílio de Bill, um contrabandista conhecido de Joel. Eles dirigem até Pittsburgh, Pensilvânia, porém são emboscados por bandidos. Joel e Ellie acabam se aliando com os irmãos Henry e Sam; que também estavam em busca dos Vaga-Lumes, porém durante a fuga da cidade, Sam acaba sendo mordido, porém esconde a verdade dos restantes. Ao se hospedarem nos subúrbios abandonados, a infecção toma conta de Sam e ele ataca Ellie, porém Henry o mata e em seguida comete suicídio.
No outono, Joel e Ellie conseguem encontrar Tommy em Jackson, Wyoming, onde ele montou um assentamento fortificado perto de uma usina hidroelétrica. Joel contempla deixar Ellie com o irmão, porém ela o confronta sobre Sarah e ambos decidem permanecer juntos. Tommy os direciona para a Universidade do Leste de Boulder, Colorado. Os dois encontram a universidade abandonada, porém descobrem que os Vaga-Lumes mudaram-se para um hospital de Salt Lake City, Utah. Eles são atacados por bandidos e Joel acaba seriamente ferido. A dupla se abriga nas montanhas de Lakeside durante o inverno. Joel fica à beira da morte e depende dos cuidados de Ellie. Ela caça por comida, conhecendo David e James, catadores dispostos a trocar comida por medicamentos; o primeiro revela que os bandidos da universidade faziam parte de seu grupo. Ellie consegue afastar o grupo de David para longe de Joel, mas é capturada e David tenta recrutá-la para dentro de sua seita canibal. Ela mata James e escapa, porém David a prende dentro de um restaurante em chamas. Enquanto isso, Joel recupera-se dos ferimentos e parte à procura de Ellie. Ele alcança a menina enquanto esta mata David, com os dois partindo em seguida.
Joel e Ellie chegam em Salt Lake City e são capturados pelos Vaga-Lumes e levados para o hospital. Marlene revela a Joel que Ellie está sendo preparada para uma cirurgia: os médicos precisam remover a parte infectada do cérebro dela na esperança de poder produzir uma vacina para a infecção, porém esse procedimento irá matá-la. Não disposto a deixar Ellie morrer, Joel atravessa o hospital assassinando brutalmente grande parte dos Vaga-Lumes, até alcançar a sala de cirurgia e levar a menina inconsciente até a garagem, onde é confrontado por Marlene, quem ele mata com o objetivo de impedir que os Vaga-Lumes os persigam. mente para Ellie afirmando que os Vaga-Lumes já tinham encontrado muitas outras pessoas imunes, porém foram incapazes de chegar em uma cura e assim pararam de tentar. Os dois chegam no lado de fora do assentamento de Tommy. Ellie revela que estava junto com sua melhor amiga no momento em que foi infectada, expressando culpa por ter sobrevivido. Joel, seguindo o pedido da menina, jura que sua história sobre os Vaga-Lumes era verdadeira.

## Desenvolvimento
Os trabalhos preliminares de The Last of Us, sob o codinome "Project Thing" ou "T1", começaram após o lançamento de Uncharted 2: Among Thieves em outubro de 2009. Pela primeira vez a companhia Naughty Dog foi dividida em duas equipes com o objetivo de trabalharem em dois projetos simultaneamente; enquanto uma desenvolvia Uncharted 3: Drake's Deception, a outra iniciou os trabalhos em The Last of Us. Os co-presidentes Evan Wells e Christophe Balestra escolheram o diretor de jogo Bruce Straley e o diretor de criação Neil Druckmann para liderarem o desenvolvimento de The Last of Us a fim dos dois projetos ocorrerem da melhor forma possível. Straley trabalhava na Naughy Dog desde março de 1999 e foi selecionado para comandar o projeto baseado em sua experiência e trabalhos em jogos anteriores, enquanto Druckmann era empregado desde 2004 e foi escolhido por sua determinação e talento para desenho.

### Narrativa
Druckmann estava estudando na Universidade Carnegie Mellon em 2004 quando foi encarregado de criar um jogo eletrônico conceito a ser apresentado para o diretor de cinema George A. Romero, que selecionaria um vencedor dentro de uma competição especial. Sua ideia era fundir a jogabilidade de Ico com uma história que se passasse em um mundo tomado por um apocalipse zumbi, como no filme Night of the Living Dead de Romero, tendo um protagonista semelhante a John Hartigan dos quadrinhos Sin City. O personagem principal seria um policial encarregado de proteger uma menina; entretanto, o jogador frequentemente trocaria de papéis e assumiria o controle da garota devido aos problemas cardíacos do protagonista. Apesar da ideia não ter vencido, Druckmann posteriormente a desenvolveu mais na criação da história de The Last of Us. Uma das ideias iniciais para o jogo tinha que a infecção apenas se espalhava entre as mulheres, porém a equipe considerou que isso seria muito misógino.

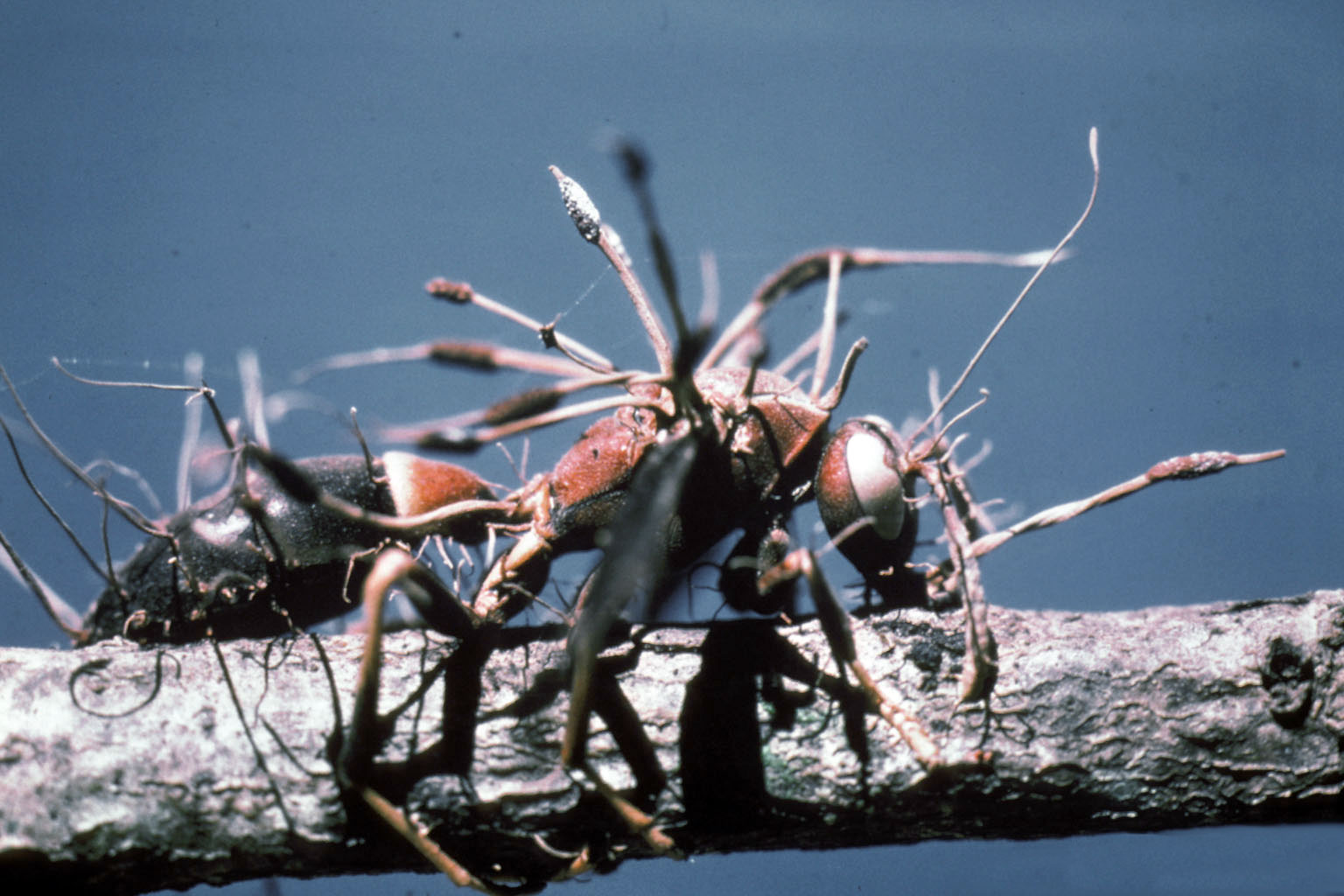
O jogo explora o conceito de uma infecção humana causada pelo fungo Cordyceps, que infecta principalmente insetos ao tomar controle de suas funções motoras e forcá-los a cultivar o fungo.

Os Infectados, um dos conceitos principais de The Last of Us, foram inspirados por um segmento do documentário televisivo sobre natureza Planet Earth, em que eram mostrados os fungos Cordyceps. Apesar dele afetar principalmente insetos, assumindo o controle de suas funções motoras e forçando-os a cultivar o fungo, o jogo explora o conceito do Cordyceps evoluir e passar a infectar humanos, além dos resultados diretos de um surto dessa infecção. O jogo não explica a causa da doença; Straley afirmou que isso se deu porque o foco da equipe era nos personagens e não na doença em si. Eles preferiram explicar os eventos através do subtexto em vez de explicitamente explicar a causa da infecção. Straley comparou o subtexto incluído em The Last of Us com aquele em BioShock Infinite. Ele achou que o segundo gerou várias conversas dentro da indústria, algo que o diretor vê como a maturação dos jogos: "Eu já vi muitas histórias boas em filmes e livros. Agora quero vê-las nos jogos eletrônicos". A equipe utilizou o conceito dos Infectados para forçar os jogadores a explorarem os limites da perseverança humana. Durante toda a produção os desenvolvedores de The Last of Us afirmaram que os Infectados eram muito diferentes de zumbis.
A equipe realizou grandes pesquisas sobre o cenário, inclusive lendo o livro The World Without Us de Alan Weisman, a fim que o jogo fosse o mais realista possível, criando um mundo que forçaria os jogadores a tomarem decisões e usar efetivamente seus suprimentos limitados. Druckmann em sua pesquisa inspirou-se em eventos históricos reais: a epidemia de gripe espanhola de 1918 ilustrou a profundidade da auto-preservação e paranoia que os humanos são capazes de alcançar sob a ameaça de extinção, enquanto a epidemia de poliomielite da década de 1880 demonstrou as influências das classes socioeconômicas no direcionamento da culpa no evento de um grande desastre. Druckmann e Straley particularmente citaram como inspiração para a história a "mentalidade perfeccionista" de Amy Hennig e sua dedicação aos personagens; Hennig trabalhou como roteirista chefe e diretora criativa dos primeiros três jogos da série Uncharted. A equipe também se inspirou no filme Gravity em termos de simplicidade e intensidade.
Druckmann tentou excluir "diálogos rebuscados" ao escrever o roteiro, mantendo tudo "curto e natural". O estrategista comunitário Eric Monacelli comentou que os temas abrangentes da história eram "amor, lealdade e redenção" e garantiu suas importâncias dentro do contexto do jogo, com o colega estrategista comunitário Arne Meyer dizendo que a violência era algo que se encaixava na narrativa. Straley reiterou as informações, falando que "você precisa ter a escuridão para ter a luz". O projetista Anthony Newman afirmou que The Last of Us lida sobre como as pessoas reagem sob pressão em situações extremas, algo representado por meio da violência e combate. A equipe se interessou nos temas sombrios da história justapostos com seus cenários visualmente "bonitos".

O tema "a vida continua" está presente regularmente no decorrer do jogo, geralmente ilustrado pelo uso da natureza e ambiente. Nesta cena, Joel e Ellie descobrem um grupo de girafas, que são vistas pelos personagens como um pequeno sinal de esperança.

Um grande tema presente no decorrer do jogo é que "a vida continua". Uma cena perto do final em que Joel e Ellie descobrem um grupo de girafas foi referenciada por jornalistas como a epítome desse tema. O artista conceitual John Sweeney escreveu que a cena foi projetada para "reascender o desejo de viver [de Ellie]", instigando sua curiosidade e esquecendo a luta e morte ao redor. Ele explicou que originalmente eram zebras, porém estas foram substituídas por girafas devido sua gentileza e elegância, afirmando que os animais eram "a coisa mais marcante que Ellie possivelmente poderia encontrar". Druckmann achou que a sequência "funciona devido todas as coisas horríveis" encontradas anteriormente. Lucy O'Brien da IGN comentou que a cena atua como um lembrante da idade da personagem, mesmo ela nunca tendo tido uma infância comum, enquanto Kirk Hamilton do Kotaku sentiu que a cena trazia esperança para Ellie, que claramente estava sofrendo de estresse pós-traumático depois de seu encontro com David.
A equipe desejava que o final ficasse aberto a interpretações. Straley afirmou que não era "seu final típico, mas ainda assim uma boa resolução". Tanto ele quanto Druckmann falaram de sua frustração quando jogadores lhes disseram que queriam uma escolha no final do jogo; Straley também disse que a maioria desses jogadores afirmaram que teriam mesmo assim escolhido o final que a história apresentou. A equipe pensou em um final no início do desenvolvimento em que Ellie seria forçada a matar alguém para poder salvar Joel; esta foi descartada pois a equipe sentiu que não se encaixava nos arcos dos personagens. Druckmann manteve o final apesar de muitos jogadores teste o terem detestado e sugerido métodos alternativos; os testadores começaram a gostar mais do encerramento quando a música e jogabilidade ficaram próximas da finalização. Dean Takahashi da VentureBeat discutiu o final e referenciou a citação "Quem salva uma vida salva todo o mundo" do filme Schindler's List, destacando sua imprecisão no caso de The Last of Us: "Você salva uma vida e condena todo o mundo".

### Personagens
Joel foi interpretado por Troy Baker, enquanto Ellie foi interpretada por Ashley Johnson. Suas performances foram gravadas em maior parte usando tecnologia de captura de movimentos; aproximadamente 85% das animações foram obtidas com captura de movimento, com os elementos restantes de áudio sendo posteriormente gravados em um estúdio de som. A equipe rapidamente sentiu que Johnson encaixava-se no papel de Ellie, porém passaram muito mais tempo selecionando um ator para Joel já que a química entre os dois personagens era imperativa para o jogo. Depois de Baker e Johnson terem realizado um teste juntos, os desenvolvedores perceberam que o primeiro funcionava perfeitamente como o personagem apesar da idade jovem do ator. Druckmann afirmou que foram a voz e movimentos de Baker que o fizeram ser escolhido. Os dois atores contribuíram muito para o desenvolvimento dos personagens. Por exemplo, Baker conseguiu convencer Druckmann de que Joel se importaria com Tess por causa de sua solidão, enquanto Johnson convenceu o diretor a reescrever Ellie de maneira mais forte e defensiva. Alguns dos diálogos foram improvisados pelos atores; Druckmann comentou que isso ocorreu pois seu roteiro incluía muitas falas desnecessárias durante seções de jogabilidade, permitindo que os atores escolhessem o que achavam ser necessário. Os personagens de Joel e Ellie eram a base de The Last of Us; o desenvolvimento entre os dois foi estabelecido primeiro e os conceitos restantes vieram depois. Desde o início a equipe desejava que o título tivesse dois protagonistas com arcos de história individuais. O jogador assume o controle de Ellie durante o segmento de inverno. Os desenvolvedores queriam que essa mudança permanecesse em segredo antes do lançamento a fim de surpreender o público; a mesma coisa foi feita com a imunidade da personagem e também o prólogo, em que os jogadores assumem o comando de Sarah. A mudança de controle de Joel para Ellie significa uma alteração no papel de protetor, ecoando as ideias anteriores de Druckman quando era estudante. As interações entre os personagens foram inspiradas na relação de Nathan Drake e Tenzin em Among Thieves, que por sua vez foram baseadas em Ico. Os protagonistas representavam as duas eras mostradas na história: Joel o mundo antes do surto da infecção, tendo passado a maior parte da sua vida durante esse período, e Ellie o mundo pós-surto, já tendo nascido no pós-apocalipse. Enquanto o primeiro está emocionalmente ferido pela perda que passou no passado, a segunda mantém uma visão otimista por ter se acostumado com o mundo destruído; o tempo em que dois passaram juntos fazem essas qualidades se sobreporem, com Joel ficando mais jovial e Ellie aprendendo habilidades de sobrevivência.
Apesar de Druckmann inicialmente ter escrito Joel usando como inspiração o personagem Llewelyn Moss do filme No Country for Old Men, que ele via como "bem quieto, bem frio sob pressão", a interpretação de Baker fez de Joel uma pessoa mais emocional e o evoluiu de modo diferente. A narrativa por fim tornou-se uma exploração do quanto um pai está disposto a salvar uma criança; Joel inicialmente está disposto a se sacrificar, evoluindo para estar disposto a sacrificar seus amigos até finalmente sentir que estaria disposto a sacrificar toda a humanidade para salvar Ellie. O diretor de criação achou que os jogadores, particularmente pais, poderiam simpatizar com o personagem e sua ligação com a menina. Baker acredita que Joel descobriu a moralidade no decorrer da narrativa, conseguindo trabalhar a diferença entre perda e sacrifício, com sua verdadeira personalidade começando a transparecer. Baker leu uma frase no perfil do personagem ao fazer o teste para Joel que dizia que este ainda tinha "algumas linhas morais restantes para cruzar", algo que se tornou o "ponto de ancoragem" do personagem para o ator. O ator teve grandes dificuldades para filmar o prólogo, que tinha cenas de Joel com sua filha Sarah, interpretada por Hana Hayes. Druckmann assistiu as imagens feitas no primeiro dia de gravação e sentiu que elas poderiam ser melhoradas. O diretor explicou ao ator como interpretar a cena quando foram gravá-la novamente, sentido que o resultado fora o melhor até então. Apesar de Baker inicialmente ter achado sua tomada muito "mecânica", ele retroativamente percebeu que antes estava tentando impressionar o público com sua atuação e que isso "não era o que a cena precisava".
Johnson enfrentou desafios ao interpretar cenas que deixavam-na desconfortável, comentando que "Houve dias quando filmaríamos coisas que me faziam um pouco desconfortável até mesmo na minha idade". A atriz achava que jogos eletrônicos raramente possuíam personagens femininas fortes como Ellie, expressando por esse motivo entusiasmo por interpretar o papel. Druckmann lembrou que ele e Straley estavam tendo ideias para Among Thieves quando criaram um personagem mudo que chamaria o jogador a segui-lo, desenvolvendo assim uma relação "linda" apenas pela jogabilidade. Este conceito nunca foi incluído no jogo final, porém a ideia ressurgiu quando a equipe estava discutindo The Last of Us, o acabando por inspirar Ellie. Druckmann também se inspirou nas guerras ocorridas na Síria e Afeganistão para criar a personagem, achando que o conflito era uma constante familiar para as crianças desses países, algo que seria semelhante à visão de Ellie.
A personagem de Tess originalmente seria a principal antagonista de The Last of Us, perseguindo Joel por um ano até um último confronto no qual seria morta por Ellie. Entretanto, os desenvolvedores acharam difícil de acreditar que Tess antagonizaria Joel por tanto tempo; isto foi resolvido ao ajustar a história de maneira significativa. A atriz Annie Wersching ficou impressionada pelo roteiro e a habilidade de Druckmann para escrever personagens femininas fortes. O diretor sempre evitou influências externas, como a representação de mulheres na mídia, ao escrever as personagens femininas do enredo como Tess e Ellie, querendo criar sua própria história. O personagem de Bill, interpretado por William Earl Brown, é revelado como sendo homossexual em certo ponto do jogo. Druckmann inicialmente deixou isso vago, porém foi inspirado a alterar algumas falas para refletir mais a sexualidade do personagem após uma leitura conjunta do roteiro. O diretor explorou o conceito de afirmações contraditórias para poder deixar Bill mais interessante; apesar do personagem afirmar que se apegar a pessoas diminui suas chances de sobrevivência, é revelado que o próprio já teve um parceiro com quem realmente se importava. O papel de Bill na história também era dar voz às preocupações de Joel sobre escoltar Ellie, já que Joel nunca comenta sobre o assunto; Druckmann falou que "O motivo de ter Bill lá é para Bill poder realmente falar isso para Joel, e avisar Joel sobre a questão". Nolan North, que interpretou o protagonista Nathan Drake da série Uncharted, foi escolhido para fazer o papel de David em The Last of Us. O ator imediatamente aceitou o trabalho ao ser abordado pelo diretor de criação, gostando da diversidade do roteiro em relação a seus papéis anteriores. North abordou a personalidade de David de várias perspectivas, considerando o personagem um "sobrevivente". North sentiu empatia por David, afirmando que suas ações eram compreensíveis ao se considerar a situação apocalíptica. Ele sentiu que o personagem estava tentando proteger Ellie, que era vista como um "lampejo de esperança".
A equipe achou que o mundo pós-apocalíptico e o gênero de sobrevivência lhes deram a oportunidade de melhor desenvolver seus personagens. Os desenvolvedores se inspiraram em seu trabalho na série Uncharted e usaram no desenvolvimento de The Last of Us seu conhecimento de parelhar personagens com jogabilidade e história. Eles também se inspiraram em romances como The Road de Cormac McCarthy e City of Thieves de David Benioff, além do filme No Country for Old Men, percebendo que todos incluíam personagens memoráveis. Straley afirmou: "Podemos fazer que você como jogador sinta mais do que é realmente existir dentro de um mundo onde toda bala conta e cada passo que você dá é uma escolha consciente que pode fazer ou quebrar sua existência". A equipe também achou que as "pressões do mundo" lhes permitiram desenvolver melhor seus personagens, com a pressão forçando os personagens a tomarem decisões interessantes e assim permitindo um melhor desenvolvimento.

### Projeto técnico
A equipe precisou criar novos motores de jogo para The Last of Us a fim de satisfazerem suas necessidades. A inteligência artificial foi criada para coordenar-se com os jogadores, indo de encontro aos elementos de ação de outros jogos; a adição de Ellie como inteligência artificial foi uma grande contribuição para o motor de jogo. A equipe colocou intencionalmente uma característica em que Ellie sempre permanece perto de Joel com o objetivo de impedir que ela seja vista como um "fardo". O programador Max Dyckhoff afirmou que tentou imaginar as experiências da personagem no decorrer dos eventos do jogo em uma tentativa de alcançar maior realismo. A inteligência artificial dos inimigos foi considerada uma das partes mais importantes, sendo desenvolvida para estudar o ambiente e encontrar táticas para atacar o jogador, randomicamente escolhendo uma baseada nos dados. Essa singularidade foi um fator na tentativa de fazer com que os jogadores sentissem emoções para com os oponentes. O motor de iluminação também foi criado para incluir luzes de preenchimento, em que os raios do Sol entram em espaços e refletem nas superfícies. A equipe encontrou grandes dificuldades no desenvolvimento da jogabilidade por acharem que cada mecânica necessitava de grandes análises. Druckmann comentou que "Você sente muita pressão para adicionar coisas a fim de deixar 'mais divertido' e às vezes acaba ficando super difícil mantê-las fora". As armas equipadas pelos jogadores mudam o comportamento dos personagens não jogáveis humanos. Além disso, o sistema furtivo foi intencionalmente projetado para oferecer um sentimento de desespero e fazer com que os jogadores sentissem o mesmo.
Houve muitos elementos omitidos de The Last of Us que a equipe considerava típicos da maioria dos jogos eletrônicos, como lutas contra chefões. Um sistema de cobertura tradicional foi excluído porque a equipe queria que os jogadores se movimentassem constantemente. Os desenvolvedores também tentaram fazer com que os jogadores sempre sentissem que estavam com menos suprimentos do que o necessário. Straley comentou: "Você não está se transformando em um tanque". Isto também motivou muitas decisões de projeto da jogabilidade, como a leveza das animações e a mecânica de combate corpo-a-corpo. A equipe desenvolveu a mecânica de combate de maneira a forçar os jogadores a passarem mais tempo planejando, o objetivo sendo aumentar o realismo. Eles também queriam que os jogadores recuassem do combate caso alertassem os Infectados, mesmo levando em conta sua crença de que recuar é uma "mecânica anti-jogo". O combate foi pensado para ser intenso, propositalmente movimentando a câmera para perto do personagem a fim dos jogadores "sentirem cada soco". Os desenvolvedores acharam que The Last of Us força os jogadores a tomarem decisões difíceis em termos de combate, furtividade e gerenciamento de recursos, permitindo que eles entendam as decisões feitas pelos personagens na história.
Muitos elementos de jogabilidade da série Uncharted foram excluídos de The Last of Us por causa da natureza do segundo. A equipe fez Joel ser mais "pé no chão e menos ágil" do que Nathan Drake. O ângulo de câmera e o sistema corpo-a-corpo também foram alterados para se enquadrarem nas intenções da equipe para o título. Alguns elementos de jogabilidade vieram da natureza pós-apocalíptica do jogo; por exemplo, a adição de uma forte corrente de água que obstruía a passagem em um dos ambientes inspirou a criação de um quebra-cabeça espacial para os jogadores transporem esse obstáculo. A equipe também achou que No Country for Old Men os inspirou em termos do minimalismo, desejando ficarem "mais íntimos" dos cenários de jogabilidade. Os desenvolvedores decidiram incluir vários caminhos opcionais para os jogadores usarem. Apesar de certo ponto eles terem achado que conteúdos adicionais não teriam utilidade, a equipe eventualmente decidiu que estes pareciam "naturais e orgânicos".
O modo multijogador contém três tipos de partidas; a equipe optou por limitar o número de tipos de jogos em vez de criar uma abundância deles com o objetivo de desenvolver uma "experiência de jogo profunda". O modo multijogador foi inspirado pelos combates presentes na campanha um jogador; os desenvolvedores desejavam recriar o ritmo lento dos encontros e manter um sistema de criação similar. Isto foi alcançado ao deixar as armas letais e colocar itens de criação em locais estratégicos do mapa, algo que tinha a intenção de resultar em uma jogabilidade furtiva e emboscadas cuidadosamente selecionadas. Isso também enfatizava os elementos furtivos e cooperativos do modo. A projetista multijogador chefe Erin Daly sentiu que o ritmo lento foi difícil de alcançar em um ambiente multijogador, afirmando que "na maioria dos tiroteios multijogador ... o jogador corre em alta velocidade e espalha balas em qualquer coisa que se mova". Além disso, o modo foi projetado para apoiar diferentes estilos de jogo; enquanto certos jogadores podem preferir agir como atiradores de elite, outros também podem optar por permanecerem em papéis de suporte. Adicionar um sistema de reanimação – jogadores passam a arrastar-se lentamente enquanto sangram até a morte depois de sofrerem uma quantidade significante de danos – criou grandes consequências pela morte; perder um membro da equipe tinha a intenção de ser uma perda significante para os jogadores. Os desenvolvedores queriam que os jogadores tivessem poucas informações sobre a localização de ameaças, mas mesmo assim ainda fornecendo indícios sobre suas posições. Daly atribuiu isso à importância da ameaça de detecção em uma experiência competitiva, particularmente quando a letalidade é alta. O sistema de compras dentro do jogo foi projetado para ser semelhante a um RPG ao alocar uma quantidade de pontos.

As expressões faciais de Johnson nas sessões de captura de movimento foram depois usadas pela equipe para animar Ellie. Este processo foi usado para todos os personagens.

A equipe empregou novos elementos que não tinham sido usados em seus jogos anteriores para o escultura e animação dos personagens. O diretor técnico chefe de personagens Judd Simantov achou que a parte mais difícil em termos de hardware foi a criação dos rostos. Os desenvolvedores usaram animações faciais conjuntas com corretores de formato. Os rostos foram animados com a boca aberta e os olhos levemente fechados a fim de manter o formato e evitar movimentos bizarros. As faces também foram baseadas no Facial Action Coding System, permitindo uma abordagem anatômica. O uso de uma malha poligonal mais densa permitiu maior volume e dobras no formato do rosto, criando silhuetas e formas mais limpas e dando geometria suficiente para a escultura de correções. Dilatação da pupila foi adicionada para tentar alcançar mais sutileza. Para os corpos, a equipe editou os movimentos de personagens de Among Thieves, suavizando alguns alinhamentos de juntas. Animações de juntas do carpo também foram colocadas, alcançando formatos de mão mais dinâmicos e flexibilidade. Outra adição sutil foi o controle de movimento dos braços, que permitia pequenas edições. Um sistema de músculos foi colocado, adicionando conchas musculares que protraem baseadas na distância das juntas; este sistema foi escrito em Autodesk Maya em poucos dias e funcionava em tempo real. Um sistema de tempo de execução foi implementado a fim de resolver um problema em que o movimento do corpo criava movimentos bizarros nas roupas. Um total de 326 juntas foram usadas nos modelos completos, com 98 apenas no rosto, 85 no sistema de tempo de execução e 241 fixas em animação.
O projeto da interface de usuário passou por diversas versões ao longo do desenvolvimento. A projetista Alexandria Neonakis originalmente queria integrar o sistema de melhoramento de armas com o de seleção a fim de constantemente lembrar os jogadores que eles precisavam melhorar seu arsenal. Neonakis descobriu após algumas versões que essa integração criava uma interface abarrotada. Acabou decidindo-se que o sistema de melhoramentos seria integrado na forma de mesas de trabalho, ocasionalmente encontradas no mundo de jogo; isto também resolveu outro problema observado, em que os jogadores melhoravam a opção mais baixa em vez de guardarem partes para opções mais altas. Assim que foi decidido dividir os dois sistemas, o desenho inicial era selecionar armas a partir de um círculo. Este foi eventualmente considerado "desajeitado e lento" e foi substituído por uma lista. Neonakis identificou que a lista forçava os jogadores a navegarem por menus em meio dos combates. Isto levou ao desenho final, que permitia que os jogadores trocassem e guardassem armas no mesmo menu. Neonakis separou os elementos individuais e alterou seus formatos para poder integrar a interface no jogo. O programador de interface Paul Burg forneceu à projetista as ferramentas para mover elementos usando suas coordenadas. Todas as transições animadas foram codificadas, algo que levou a dificuldades na criação de transições suaves. "Isto era tedioso e por vezes incrivelmente frustrante, porém também significou que todos nós precisávamos ser muito criativos em como as coisas eram projetadas", comentou Neonakis. O sistema de criação foi imediatamente implementado na jogabilidade a fim de fazer com que os jogadores se sentissem envolvidos. O projetista chefe Jacob Minkoff afirmou que "Nós precisávamos deixá-lo simplificado e rápido o bastante para que você sentisse que poderia gastar apenas aquele momento para poder criar aquela coisa que irá significar sua sobrevivência nos próximos trinta segundos ou seu fracasso em sobreviver".

### Arte
A equipe se inspirou em várias obras diferentes para o ponto de vista artístico. As fotografias de Robert Polidori de Nova Orleães após o Furacão Katrina foram usadas como ponto de referência no projeto das áreas inundadas de Pittsburgh. Straley afirmou que "[Polidori] fez estas fotos lindas e horríveis ... Não é apenas a decadência, podridão e cinza pós-apocalíptico, é um mundo humano com que estamos jogando quando retratamos essa destruição". O conceito de ambientes pós-apocalípticos foi considerado o "ponto de partida" para os artistas. A equipe de arte sempre quis alcançar um realismo em cada peça. Straley explicou que os artistas "ficavam pensando 'vou fazer esta a parede mais foda da história'" em termos de criarem ambientes interessantes. O departamento de arte foi forçado a lutar por coisas que desejavam incluir por causa das grandes exigências no decorrer do desenvolvimento. No final, a equipe ficou em um equilíbrio entre simplicidade e detalhe; enquanto Straley e Druckmann preferiam a primeira, os artistas preferiam o segundo. A composição artística das locações do jogo também foi um elemento muito focado a fim de evocar emoções nos jogadores. Funções do departamento de arte foram assumidas por outros membros da equipe durante as últimas semanas de desenvolvimento; por exemplo, Straley ajeitou à mão os textos nas telas de treinamento do jogo, uma tarefa que o artista chefe Nate Wells achou incomum: "Eu nunca ouvi falar de um diretor de jogo fazendo aquilo! É tipo ... trabalho de estagiário".

O visual dos Infectados passou por várias versões até o fungo ser colocado crescendo de um humano.

A equipe de arte transitou por diversas versões diferentes na criação do visual dos Infectados. Algumas ideias iniciais incluíam aparências semelhantes a alienígenas ou zumbis convencionais. O desenho final foi escolhido quando o artista chefe de personagens Michael Knowland incorporou imagens da doença e do crescimento do Cordyceps em cima de uma imagem do corpo humano. Ele expressou ter dificuldade em passar a arte conceitual bidimensional para um ambiente tridimensional, algo que permitiria sua visualização a partir de diferentes ângulos. O processo consistia em enviar a arte conceitual finalizada para os artistas de iluminação e efeitos visuais, que então por sua vez recriariam a arte dentro do motor de jogo. A equipe foi forçada a trabalhar apenas com luzes naturais devido a falta de luzes artificiais dentro do cenário pós-apocalíptico concebido para o mundo de The Last of Us. Eles usaram mapas de luz a fim de alcançarem um grau maior de realismo, o que levou a vários problemas, como por exemplo falta de continuidade na iluminação; isto foi resolvido ao modificar levemente as intensidades das texturas. Os personagens inicialmente pareceram deslocados e fora de lugar no momento que foram inseridos dentro das cenas pela primeira vez; mas a adição de sombras praticamente resolveu essa questão.
Os créditos iniciais do jogo foram dirigidos por Kevin Joelson e projetados por Henry Hobson do estúdio PlayStation Creative. O desenvolvimento dos conceitos iniciais para a sequência de abertura começaram no final de janeiro de 2013, com a produção completa começando em março. A equipe inicialmente tinha a intenção de omitir totalmente os créditos iniciais, porém estes foram posteriormente adicionados para "fazer a ponte" entre o prólogo do jogo e a cena seguinte, um corte de edição que foi considerado "muito abrupto" sem a presença de uma sequência de créditos. O San Diego Studio produziu os créditos, usando fotografia em time-lapse para gravar o crescimento de um fungo no decorrer de vários dias; apenas os esporos no final da sequência foram animados por computação gráfica. Toda a sequência de créditos também foi inspirada na série de documentários Planet Earth, que tinha conceitos similares.

### Música e sons
Druckmann e Straley compilaram no decorrer do processo de desenvolvimento diversas faixas musicais que achavam inspiradoras. Enquanto procuravam por um compositor para trabalhar na trilha sonora do jogo, os dois acabaram percebendo que muitas das músicas tinham sido compostas por Gustavo Santaolalla. Straley descreveu a música de Santaolalla como uma "instrumentação orgânica, minimalista, dissonante e ressonante com os sons". A Sony Computer Entertainment acabou contatando o compositor, que concordou em trabalhar na trilha sonora de The Last of Us. Santaolalla ficou animado em trabalhar no jogo após ouvir sobre o conceito e história geral; ele anteriormente tinha desejado trabalhar em um jogo eletrônico, porém sempre se recusou a compor para um que o foco não fosse na história e nos personagens.

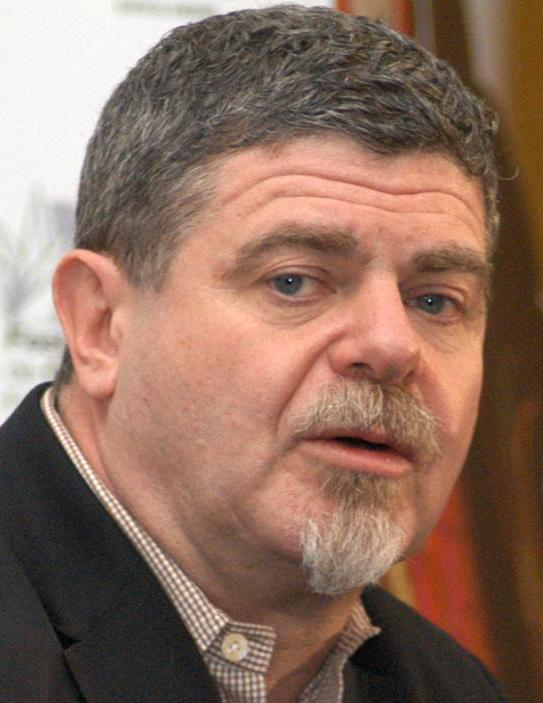
Santaolalla procurou produzir sons únicos para a música de The Last of Us.

Santaolalla começou a trabalhar em The Last of Us cedo no desenvolvimento por causa de sua posição sobre música – ele não sabe ler ou escrever partituras, preferindo gravar diretamente. Druckmann simplesmente contou ao compositor sobre a história e seus temas em vez de dar instruções específicas sobre a música para dar a Santaolalla um ponto de partida; este gostou da liberdade e achou que ajudava nas composições. Ele sentiu uma necessidade de "ir para um lugar mais sombrio, mais textural e não necessariamente melódico" em suas criações. Santaolalla quis se desafiar e assim usou uma variedade de instrumentos únicos com os quais não estava familiarizado, alcançando um sentimento de perigo e inocência. Ele utilizou em The Last of Us um violão desafinado que produziu um som grave. O compositor gravou suas composições em vários aposentos diferentes, incluindo um banheiro e cozinha, para produzir sons únicos. Os desenvolvedores desejavam que a inteligência artificial afetasse a música e que esta tentasse evocar alguma reação nos jogadores, já que sua familiarização com os sons acionaria alguma emoção sentida anteriormente. O gerente musical Jonathan Mayer achou que a música de ação do jogo era atípica para jogos do gênero, afirmando que era "relativamente discreta" e que a reação muda assim que ela é tirada do contexto. O tema principal "The Last of Us" foi a primeira faixa musical que a equipe recebeu, com todos tendo ficado muito impressionados.
A equipe de desenho sonoro também começou seus trabalhos cedo no desenvolvimento com o objetivo de alcançar os melhores resultados; eles imediatamente perceberam que isso seria desafiador. Druckmann bem no começou pediu para a equipe "ser sutil" e se conter com suas ideias. O chefe de áudio Phillip Kovats ficou animado para criar completamente todos os sons; nenhum áudio foi pego de algum projeto anterior. A equipe procurou meios de criar sons a partir de um ponto de vista naturalista e maneiras de introduzir minimalismo no jogo. Ao fazer isso, eles descobriram que esse método adicionava tensão, perda e esperança, e que a retirada desse minimalismo fazia o jogo parecer ser um típico "jogo de ação". Os desenvolvedores usaram uma amplitude dinâmica, permitindo-lhes a oportunidade de informar o jogador sobre questões táticas e locais para explorar. O desenho sonoro de The Last of Us foi criado para refletir uma atmosfera mais "pé no chão" e sutil do que a série Uncharted, focando-se particularmente na falta de som. A equipe se inspirou em No Country for Old Men e tentou "fazer mais com menos"; Kovats comentou que eles estavam tentando contar uma história "indo para uma qualidade redutiva". Straley afirmou que o áudio era vital para algumas cenas: "É mais sobre a psicologia do que está acontecendo na paisagem sonora do que o que você está vendo". O diretor achou que esta decisão permitiu um efeito mais impactante e significativo. A equipe de som também tentou representar os temas sombrios do jogo com seus trabalhos. Eles sentiram que era importante deixar os sons tocarem pelo máximo de tempo possível, aumentando a tensão. Os desenvolvedores usaram uma técnica de propagação a fim de auxiliar os jogadores em determinar a exata localização de inimigos, aproveitando esse conhecimento para vantagens táticas. Esse sistema foi criado pela própria Naughty Dog e era processado randomicamente pelo motor de jogo. A equipe passou muito tempo gravando sons, principalmente portas e metais enferrujados. O projetista sonoro Neil Uchitel viajou para o Rio de Janeiro, onde descobriu novos sons; ele gravou o áudio de galinhas para que fosse usado como as vozes dos ratos. A equipe continuou a adicionar e alterar sons até o fim do desenvolvimento.
Para os sons dos Estaladores, a equipe encontrou inspiração em uma história apresentada no programa jornalístico 20/20 sobre crianças cegas usando sons de estalos para se comunicarem. Druckmann disse que "Nós gostamos da ideia de pegar esse som benigno e colocá-lo em algo realmente assustador". Além disso, a equipe queria refletir a dor e sofrimento da criatura, almejando um equilíbrio com uma sensação arrepiante. A equipe criou o som dos Estaladores primeiro, percebendo logo cedo que esta era a tarefa mais desafiadora. Eles contrataram dubladores para interpretarem suas versões. Quando a atriz Misty Lee gravou sua interpretação, um barulho descrito como tendo saído no "fundo da garganta", Kovats e o projetista sonoro sênior Derrick Espino concordaram que era o que queriam. Kovats então emulou o som para ser colocado no jogo.

## Lançamento
Em dezembro de 2011, pouco antes do anúncio oficial do jogo, foi encontrado dentro de Drake's Deception um easter egg fazendo referência ao conceito de The Last of Us escrito como uma manchete de jornal colocado em um dos cenários do título. A Naughty Dog posteriormente afirmou que a referência tinha a intenção de ser vista após a revelação originalmente marcada para junho de 2011, já que Drake's Deception seria lançado em novembro, porém a equipe acabou esquecendo de removê-la quando a data do anúncio foi adiada em alguns meses. Um letreiro da Times Square em Nova Iorque levantou indícios sobre o jogo algumas semanas antes de seu anúncio, falando sobre um "Exclusivo PlayStation 3 que você não irá acreditar". The Last of Us foi oficialmente revelado pela Sony em 10 de dezembro de 2011 durante o Spike Video Game Awards. O co-presidente Evan Wells da Naughty Dog revelou detalhes sobre o jogo em seguida do anúncio:
The Last of Us é uma experiência de gênero definitiva que mistura elementos de sobrevivência e ação para contar uma história de personagens sobre uma praga moderna dizimando a humanidade. A natureza invade a civilização, forçando os sobreviventes restantes a matarem por comida, armas e qualquer coisa que possam achar. Joel, um sobrevivente impiedoso, e Ellie, uma corajosa jovem garota adolescente que é sábia além de sua idade, devem trabalhar juntos para sobreviverem sua jornada através do que resta dos Estados Unidos.
A data original de lançamento seria 7 de maio de 2013, porém em fevereiro do mesmo ano a Naughty Dog anunciou que The Last of Us seria adiado até 14 de junho a fim de permitir um maior polimento. O comunicado de imprensa publicado pela companhia afirmava que "Em vez de fazer nas coxas ou comprometer nossa visão, nós chegamos a difícil decisão de que o jogo merecia algumas semanas extras a fim de garantir que todos os detalhes de The Last of Us estejam nos altos padrões internos da Naughty Dog".
A arte da capa de The Last of Us foi revelada em 9 de dezembro de 2012; a equipe lutou para ter Ellie na capa, mesmo com tentativas externas de mover a personagem para o fundo da imagem, com Druckmann comentando que "Eu estive em discussões onde foi pedido para empurrar Ellie para o fundo e todos na Naughty Dog recusaram-se prontamente". Um demo do jogo foi incluído dentro de todas as cópias de God of War: Ascension, ficando disponível desde 31 de maio de 2013 até seu lançamento em junho. A Naughty Dog também colaborou com várias lojas para criar edições especiais do jogo com o objetivo de incentivar pré-vendas. A "Edição Pós-Pandêmica" vinha com uma caixa única para o jogo, uma estátua de Joel e Ellie e códigos para conteúdos extras nos modos um jogador e multijogador. A "Edição Joel" e a "Edição Ellie" incluíam conteúdos similares, porém continham elementos frequentemente diferenciados pelos personagens.
| Conteúdo                            | Conteúdo                            | Padrão        | Edição de Sobrevivente | Edição Joel      | Edição Ellie      | Edição Pós-Pandêmica | Edição de Colecionador |
| ----------------------------------- | ----------------------------------- | ------------- | ---------------------- | ---------------- | ----------------- | -------------------- | ---------------------- |
| Jogo                                | Jogo                                | Sim           | Sim                    | Sim              | Sim               | Sim                  | Sim                    |
| Adesivos da Naughty Dog             | Adesivos da Naughty Dog             | Sim           | Sim                    | Um adesivo       | Um adesivo        | Sim                  | Sim                    |
| Conteúdo extra                      | Sights and Sounds                   | Com pré-venda | Sim                    | Sim              | Sim               | Sim                  | Sim                    |
| Conteúdo extra                      | Survival                            | Com pré-venda | Sim                    | Sim              | Sim               | Sim                  | Sim                    |
| Mini quadrinho                      | Mini quadrinho                      | Não           | Sim                    | Sim              | Sim               | Sim                  | Não                    |
| Livro de arte                       | Livro de arte                       | Não           | Sim                    | Não              | Não               | Não                  | Sim                    |
| Caixa de metal                      | Caixa de metal                      | Não           | Sim                    | Não              | Não               | Sim                  | Sim                    |
| Capa alternativa de American Dreams | Capa alternativa de American Dreams | Não           | Sim                    | Não              | Não               | Sim                  | Sim                    |
| Conteúdo extra para LittleBigPlanet | Conteúdo extra para LittleBigPlanet | Não           | Não                    | Variante de Joel | Variante de Ellie | Não                  | Sim                    |
| Adesivo para o controle             | Adesivo para o controle             | Não           | Não                    | Variante de Joel | Variante de Ellie | Não                  | Sim                    |
| Pôster                              | Pôster                              | Não           | Não                    | Pôster de Joel   | Pôster de Ellie   | Não                  | Não                    |
| Estojo de lona                      | Estojo de lona                      | Não           | Não                    | Sim              | Sim               | Não                  | Não                    |
| Mini livro de arte                  | Mini livro de arte                  | Não           | Não                    | Sim              | Sim               | Não                  | Não                    |
| Estátua de Joel e Ellie             | Estátua de Joel e Ellie             | Não           | Não                    | Não              | Não               | Sim                  | Sim                    |
| Cartões postais                     | Cartões postais                     | Não           | Não                    | Não              | Não               | Não                  | Sim                    |
| Camiseta e guarda-chuva             | Camiseta e guarda-chuva             | Não           | Não                    | Não              | Não               | Não                  | Sim                    |

### Trailers
O primeiro trailer de The Last of Us foi lançado junto com seu anúncio oficial, mostrando o conceito, personagens e cenário. A equipe realizou várias discussões sobre quais elementos deveriam ser incluídos nesse trailer. Eles inicialmente planejaram omitir os Infectados para que o foco ficasse apenas nos personagens; eles acabaram decidindo inclui-los pois os desenvolvedores acharam que sua omissão criaria uma antecipação sobre a sua revelação total, tirando o foco de Joel e Ellie. A equipe tentou incorporar o maior número possível dos elementos da jogabilidade, incluindo antagonistas humanos, combate corpo-a-corpo, furtividade e a relação entre os personagens.
O primeiro vídeo cinemático foi lançado em 15 de maio de 2012, mostrando uma cena em que Joel e Ellie são emboscados por um grupo de caçadores. Este foi seguido por um segundo trailer lançado no dia seguinte, revelando um redesenho da personagem de Ellie; Druckmann comentou que isto se deu para que ela ficasse mais parecida com Johnson. Um novo cinemático apresentando o personagem de Bill foi mostrado durante o painel do jogo realizado em 13 de julho na San Diego Comic-Con.
Um terceiro trailer foi disponibilizado em 14 de agosto de 2012 durante a Gamescom, mostrando mais dos ambientes e inimigos do jogo. Um outro vídeo foi lançado no mesmo evento detalhando o processo de desenvolvimento das cutscenes, desde o material bruto até o produto final. A Naughty Dog realizou uma demonstração da jogabilidade na PAX Prime de 2012. Um trailer de história foi mostrado em 7 de dezembro durante o Spike Video Game Awards. Um trailer televisivo foi exibido em 31 de março de 2013 após o final do último episódio da terceira temporada da série The Walking Dead na AMC. Um trailer para o modo multijogador estreou em 4 de junho, mostrando os elementos das facções. Um trailer final pré-lançamento foi disponibilizado em 11 de junho na Electronic Entertainment Expo.

### Conteúdo extra
Conteúdos para download (DLC) para The Last of Us foram disponibilizados após seu lançamento. O Passe de Temporada garantia acesso a todos os DLCs, além de algumas habilidades adicionais e o documentário de bastidores Grounded: Making The Last of Us; este foi disponibilizado no YouTube em fevereiro de 2014. Dois pacotes de conteúdos para download foram incluídos com algumas das edições especiais do jogo e ficaram disponíveis depois do lançamento: Sights and Sounds incluía a trilha sonora, um tema dinâmico para a tela inicial do PlayStation 3 e dois avatares, enquanto Survival vinha com alguns bônus para os jogadores que completassem a campanha principal, dinheiro dentro do jogo, pontos de experiência extras e acesso adiantado à itens customizáveis do modo multijogador. Abandoned Territories Map foi lançado em 13 de outubro de 2013 e adicionava quatro novos mapas multijogador baseados em locais da história um jogador. Nightmare Bundle estreou em 5 de novembro de 2013, adicionando dez itens customizáveis para o modo multijogador, nove dos quais podiam ser comprados separadamente.
The Last of Us: Left Behind adicionou uma nova campanha um jogador que serve de prequela para a história principal, com o enredo girando em torno de Ellie e sua melhor amiga Riley; ele foi lançado em 14 de fevereiro de 2014 como um DLC e em 12 de maio de 2015 como um pacote de expansão autônomo. Um terceiro pacote especial estreou em 6 de maio de 2014, possuindo cinco DLC separados: Grounded adicionava uma nova dificuldade para o jogo principal e Left Behind; Reclaimed Territories Map vinha com novos mapas multijogador; Professional Survival Skills e Situational Survival Skills adicionavam oito novas habilidades no multijogador; e Survivalist Weapon colocava quatro armas novas. Grit and Gear foi lançado em 5 de agosto de 2014 e continha novos itens para cabeça, máscaras e gestos no multijogador. A "Edição Jogo do Ano" de The Last of Us vinha com todos os conteúdos para download e foi lançada em 11 de novembro de 2014.

### Remasterização
A Sony anunciou em 9 de abril de 2014 que uma versão remasterizada do jogo chamada de The Last of Us Remastered seria lançada para o PlayStation 4. Ela foi lançada em julho do mesmo ano. Remastered possui gráficos aprimorados e melhorias na renderização, incluindo uma maior renderização de distância, uma mecânica de combate atualizada e maior contagem de quadros por segundo. Outros aprimoramentos incluíam opções avançadas de áudio, comentários em áudio dos desenvolvedores e um Modo de Foto. A nova versão vinha com todos os conteúdos para download lançados anteriormente, incluindo Left Behind e mapas do modo multijogador. A equipe queria criar uma remasterização "verdadeira", mantendo a "mesma experiência central" sem grandes alterações em elementos de história ou jogabilidade.

### Recriação
A existência de uma recriação de The Last of Us foi relatada pela primeira vez em abril de 2021 por Jason Schreier, da Bloomberg News. O relatório afirmava que o jogo, sob o codinome "T1X", estava em desenvolvimento para PlayStation 5, tendo começado no estúdio Visual Arts Support Group da Sony; o projeto, no entanto, acabou ficando abaixo do orçamento da Naughty Dog depois que alguns funcionários se juntaram à produção em 2020. Uma listagem do jogo na PlayStation Store, sob o título The Last of Us Part I, foi lançada prematuramente em 9 de junho de 2022, onde incluiu um trailer e informações sobre o jogo. A recriação foi anunciada oficialmente mais tarde naquele dia no Summer Game Fest. Está programada para ser lançada para PlayStation 5 em 2 de setembro de 2022, com uma versão para Microsoft Windows planejada para uma data posterior. A Naughty Dog também anunciou edições especiais do título, concedendo melhorias e habilidades adicionais no jogo. O desenvolvimento está sendo liderado pelo diretor do jogo Matthew Gallant e pelo diretor criativo Shaun Escayg, substituindo Straley e Druckmann, respectivamente. Gallant já havia trabalhado no jogo original e em Uncharted 4: A Thief's End (2016), e exerceu o cargo de líder em sistemas de projeção em The Last of Us Part II (2020), onde co-liderou os recursos de acessibilidade do jogo. Escayg trabalhou anteriormente como diretor criativo em Uncharted: The Lost Legacy (2017).

## Recepção

### Crítica
The Last of Us foi aclamado pela crítica especializada. O Metacritic indica uma nota agregada de 95/100 baseada em 98 resenhas, indicando "aclamação universal". Ele é o sétimo jogo mais bem avaliado da história do PlayStation 3 no Metacritic. Os críticos elogiaram o desenvolvimento dos personagens, história, subtexto, projeto visual e artístico e representação de personagens femininas e LGBT. The Last of Us é considerado um dos títulos mais importantes da sétima geração de consoles e já foi incluído entre os melhores jogos eletrônicos da história. Colin Moriarty da IGN disse que o título era "uma obra-prima" e o "melhor exclusivo do PlayStation 3", com a Edge o considerando "o épico movido pela história mais fascinante e emocionalmente ressonante" da geração. Oli Welsh da Eurogamer escreveu que era "uma luz de esperança" para o gênero de sobrevivência, enquanto Andy Kelly da Computer and Video Games o declarou como o "melhor momento da Naughty Dog".
Kelly achou a história memorável e Moriarty afirmou que era um dos elementos de maior destaque. David Meikleham da PlayStation Official Magazine escreveu que o ritmo contribuía para a melhora do enredo, dizendo que existia "um verdadeiro senso de tempo decorrido e uma jornada percorrida ao longo de cada passo do caminho", já Jim Sterling da Destructoid elogiou os momentos de suspense. Diego Borges da TechTudo escreveu que a história se encaixava no suspense estabelecido e era digna de uma obra literária. Richard Mitchell da Joystiq achou que a narrativa melhorava as relações dos personagens. O crítico de cinema Pablo Villaça realizou uma dissertação usando The Last of Us na defesa para os jogos eletrônicos como forma de arte, explorando como sua narrativa utiliza tanto elementos cinematográficos quanto nativos dos jogos para alcançar um maior grau de afinidade com os personagens e também o maior impacto emocional possível no jogador.
Os personagens foram aclamados, particularmente Joel e Ellie. Matt Helgeson da Game Informer escreveu que a relação pareceu identificável, descrevendo-a como "pungente" e "bem desenhada". Aníbal Gonçalves da Eurogamer.pt afirmou que era possível acompanhar o crescimento e transformação dos personagens, descrevendo suas interações como "sublimes". Welsh disse que os personagens foram desenvolvidos com "muita paciência e habilidade", gostando de seu valor emocional. Mitchell achou que as relações eram "genuínas" e emocionais. Meikleham chamou Joel e Ellie de os melhores personagens dentro de um jogo para PlayStation 3, enquanto Moriarty os identificou como um ponto de destaque do título. Kelly escreveu que os personagens eram "ricamente pintados", sentindo-se investido em suas histórias. Philip Kollar da Polygon achou que Ellie era crível, facilitando o desenvolvimento de uma conexão com ela, além de que as relações entre os personagens eram auxiliadas por meio das conversas opcionais. As interpretações também foram elogiadas, com a Edge e Welsh destacando que o roteiro melhorou como resultado.
Muitos críticos acharam que o combate era diferente em relação a outros jogos de ação. Helgeson gostou da vulnerabilidade das lutas, já Kelly aprovou a variedade das abordagens de confrontos. Moriarty afirmou que o sistema de criação ajudava no combate e que este contribuía para o valor emocional da narrativa, dizendo que os inimigos pareciam mais "humanos". Mitchell fez comentários similares, escrevendo que o combate "pilha morte sobre morte nas mãos de Joel". Welsh achou que os encontros tensos e ameaçadores eram positivos para a jogabilidade. Tom Mc Shea da GameSpot afirmou que a inteligência artificial afetava o combate negativamente, com os inimigos frequentemente ignorando os companheiros do jogador. Kollar sentiu que o combate era injusto, especialmente quando enfrentava-se Infectados. Paula Fernandes do Omelete comentou que os combates eram difíceis e intensos, porém com pouca variedade e com inimigos "controlados por uma inteligência artificial burra".

Os críticos elogiaram o projeto e desenho das locações. Os elementos visuais, tanto artísticos quando gráficos, também foram bem recebidos.

Os elementos visuais também foram comentados pelos críticos. Kelly afirmou que a direção de arte era "excepcional", enquanto Welsh escreveu que era "de cair o queixo". Mc Shea identificou como "mundana" a representação pós-apocalíptica do mundo, tendo sido retratada anteriormente várias vezes. Os gráficos frequentemente foram citados como os melhores para um jogo de PlayStation 3, com Helgeson os chamando de "incomparáveis em jogos de console" e Moriarty afirmando que eles contribuíam para o realismo. Sterling escreveu que o jogo era visualmente impressionante, porém questões técnicas como texturas "borradas e básicas" no início da história deixavam um impacto negativo, enquanto Borges apontou pequenas quedas na contagem de quadros por segundo em certas cenas.
O mundo e os ambientes foram aclamados por muitos críticos. Kelly afirmou que os cenários eram "grandes, detalhados e repletos de segredos", comentando que The Last of Us "mascara" sua linearidade de forma bem sucedida. A Edge fez comentários similares, escrevendo que o projeto dos níveis servia apropriadamente à história. Helgeson achou que o mundo "[transmite] efetiva e lindamente a solidão" de seu enredo. Fernandes elogiou os cenários por estabelecerem o mundo pós-apocalíptico, porém achou que era difícil encontrar o caminho certo para prosseguir. Moriarty gostou dos elementos de desenho adicionais colocados pelo mundo de jogo, como por exemplo cartas e bilhetes escondidos.
Os críticos também elogiaram o uso do som. Welsh achou que o desenho sonoro era significantemente melhor do que em outros jogos contemporâneos, enquanto Helgeson o chamou de "sensacional". Mc Shea afirmou que o áudio adicionava efeito impactante para a jogabilidade, particularmente quando se escondendo de inimigos. Kelly escreveu que os áudios ambientes influenciavam a jogabilidade positivamente, com a trilha de Santaolalla sendo "esparsa e delicada". Tanto Helgeson quanto Sterling definiram a música como "pungente", com o segundo achando que ela complementava a jogabilidade. Gonçalves comentou que a trilha sonora era marcada pela melancolia e solidão, possuindo "um papel tão importante nos momentos de tensão como durante o relaxamento".
A localização foi abordada pelos críticos lusófonos. Fernandes comentou que a dublagem contribuía para as caracterizações, enquanto Borges afirmou que as vozes em português conseguiam manter o carisma dos personagens. Gonçalves escreveu que dublagem estava no mesmo nível que a original em inglês, mas que em The Last of Us estava ainda mais impressionante devido aos palavrões: "É sempre mais marcante ouvir este tipo de linguagem na língua materna". Ivan Castilho da PSX Brasil afirmou que a dublagem estava excelente, porém que existiam momentos em que faltava maior expressão para as vozes em português, "algo intenso está acontecendo e não há uma expressão forte na voz de Joel, por exemplo". Castilho também observou pequenos erros de tradução nas legendas, porém nada que atrapalhasse a experiência.
A representação gráfica da violência em The Last of Us foi um ponto de discussão para muitos críticos. Ben Gilbert da Engadget achou que o foco persistente do jogo no combate era "um mal necessário para levar a frágil dupla de protagonistas até segurança", diferente do que ser usada como método para se alcançar objetivos. Kirk Hamilton da Kotaku escreveu que a violência era "pesada, consequente e necessária" em vez de ser gratuita. Anthony John Agnello da USGamer afirmou que o jogo constantemente reforça a negatividade associada com a violência, intencionalmente deixando os jogadores desconfortáveis com um combate violento. Ele disse que as mortes dentro do jogo não eram desnecessárias ou injustificadas, deixando a história mais poderosa. Kelly afirmou que a violência nunca pareceu gratuita apesar do combate ser "incrivelmente brutal". Welsh ecoou comentários similares, escrevendo que a violência não era "dessensibilizada ou estúpida". Helgeson observou que a violência fazia com que os jogadores questionassem a moralidade de suas decisões. Mitchell afirmou que a violência foi "projetada para ser desconfortável", dizendo que contribuía para o personagem de Joel. Keith Stuart do The Guardian escreveu antes do lançamento de The Last of Us que a aceitabilidade da violência dependeria do contexto dentro do jogo.
Muitos críticos discutiram a representação das personagens femininas. Jason Killingsworth da Edge elogiou a falta de personagens femininas sexualizadas, escrevendo que The Last of Us "oferece um antídoto refrescante ao sexismo e atitudes de gênero regressivas da maioria dos grandes jogos eletrônicos". Ellie Gibson da Eurogamer elogiou Ellie como "às vezes forte, às vezes vulnerável, mas nunca um clichê". Ela achou que a personagem foi inicialmente estabelecida como uma "dama em perigo", porém este conceito foi subvertido. Carolyn Petit da GameSpot elogiou as personagens femininas como moralmente conflituosas e simpáticas, porém escreveu que o gênero nos jogos eletrônicos deveria ser avaliado "baseado em seus verdadeiros méritos, não em relação a outros jogos". Chris Suellentrop do The New York Times reconheceu que Ellie era uma personagem amável e "às vezes poderosa", porém argumentou que título é "na verdade a história de Joel", afirmando que era "outro jogo eletrônico por homens, para homens, sobre homens". The Last of Us também foi elogiado pela representação de um personagem LGBT. Sam Einhorn da GayGamer.net sentiu que a revelação sobre a sexualidade de Bill "adicionava ao personagem ... sem tokenizá-lo". A associação norte-americana GLAAD nomeou Bill como um dos "personagens LGBT mais intrigantes de 2013", descrevendo-o como "profundamente falho mas totalmente único". Um beijo entre Ellie e sua amiga Riley em Left Behind teve uma recepção positiva.

### Vendas
The Last of Us vendeu 1,3 milhões de unidades em sete dias, tornando-se o maior lançamento da indústria dos jogos eletrônicos em 2013 até então. Ele já tinha vendido 3,4 milhões de cópias em três semanas, sendo considerado o maior lançamento de um jogo original desde L.A. Noire de 2011 e o título de PlayStation 3 mais rapidamente vendido em 2013 na época. The Last of Us tornou-se o lançamento digital mais vendido da PlayStation Store para o PlayStation 3, porém os números de suas vendas não foram revelados; este recorde foi batido ainda no mesmo ano por Grand Theft Auto V. O jogo acabou ficando como o décimo título mais vendido de 2013 no Reino Unido. Ele já tinha vendido oito milhões de unidades por volta de agosto de 2014: sete milhões no PlayStation 3 e um milhão no PlayStation 4. É o terceiro título mais bem vendido da história do PlayStation 3. The Last of Us ficou no topo das tabelas de venda no Reino Unido por seis semanas, empatando recordes estabelecidos por lançamentos multiplataforma. Em apenas 48 horas depois de sua estreia, o jogo foi capaz de arrecadar três milhões de libras a mais que o filme Man of Steel conseguiu no mesmo período. O título também alcançou o topo das vendas nos Estados Unidos, França, Irlanda, Itália, Países Baixos, Suécia, Finlândia, Noruega, Dinamarca, Espanha e Japão. Até outubro de 2019, The Last of Us havia vendido mais de 20 milhões de unidades em todo o mundo nas suas versões de PlayStation 3 e PlayStation 4.

### Prêmios
The Last of Us venceu mais de 240 prêmios de "Jogo do Ano". Ele recebeu vários prêmios antes mesmo de seu lançamento a partir de prévias na Electronic Entertainment Expo. Ele foi o segundo jogo mais bem avaliado de 2013 nos agregadores Metacritic e GameRankings, atrás de Grand Theft Auto V. O título apareceu em diversas listas de final de ano, vencendo no Prêmios Annie, The A.V. Club, Prêmios de Jogos da Academia Britânica, Canada.com, Daily Mirror, The Daily Telegraph, Destructoid, Prêmios DICE, The Escapist, GamesRadar, GameTrailers, Prêmios dos Desenvolvedores de Jogos, Game Revolution, Giant Bomb, Good Game, Hardcore Gamer, IGN, International Business Times, Kotaku, VG24/7 e VideoGamer.com. Ele também foi nomeado como o melhor jogo de PlayStation 3 pela GameSpot, GameTrailers, Hardcore Gamer e IGN. A Naughty Dog venceu os prêmios de Estúdio do Ano e Desenvolvedora do Ano na The Daily Telegraph, Prêmios Joystick de Ouro, Hardcore Gamer e Spike VGX.
Baker e Johnson receberam muitas indicações por suas interpretações como respectivamnete Joel e Ellie; Baker venceu os prêmios da Hardcore Gamer e Spike VGX, enquanto Johnson ficou com os prêmios entregues pela Academia Britânica, DICE, VGX e The Daily Telegraph. A história de The Last of Us também recebeu diversos prêmios vindos da Academia Britânica, DICE, Desenvolvedores de Jogos, Joystick de Ouro, Prêmios do Sindicato dos Roteiristas da América, GameTrailers, Giant Bomb, Hardcore Gamer e IGN. A música e desenho sonoro receberam prêmios entregues pela DICE, Machinima e IGN. Os gráficos e projeto artístico também foram premiados pela DICE, Joystick de Ouro e IGN.
The Last of Us foi premiado como Melhor Inovação em Jogos pela DICE e Melhor Tiro em Terceira Pessoa pela GameTrailers. Ele recebeu o prêmio de Melhor Propriedade Intelectual Nova pela Hardcore Gamer, Melhor Novato no Joystick de Ouro e Melhor Estreante na Giant Bomb. Também venceu as categorias de Melhor Multijogador do PlayStation 3 e Melhor Jogo de Ação-Aventura do PlayStation 3 nas premiações da IGN. The Last of Us recebeu o prêmio de Melhor Jogo de Ação-Aventura da Academia Britânica e The Escapist, além de Melhor Jogo de Ação da Hardcore Gamer e Melhor Jogo de Aventura da DICE.

## Adaptações
Uma série limitada de quadrinhos em quatro edições chamada The Last of Us: American Dreams foi publicada pela Dark Horse Comics entre abril e julho de 2013. Foi escrita por Druckmann e co-escrita e ilustrada por Faith Erin Hicks,servindo de prequela do jogo e mostrando como Ellie conheceu Riley. A Sony Pictures Entertainment anunciou em março de 2014 que a Screen Gems distribuiria uma adaptação cinematográfica de The Last of Us roteirizada por Druckmann e produzida por Sam Raimi. Druckmann comentou em janeiro de 2015 que havia finalizado uma segunda versão do roteiro e feito uma leitura com atores. Pouco ocorreu depois disso até o roteirista afirmar em abril de 2016 que o longa tinha enfrentado problemas no desenvolvimento. Raimi elaborou em novembro e comentou que o filme estava em um empasse pois a Sony e Druckmann tiveram uma discordância.
A ideia de um longa-metragem acabou sendo descartada pela Sony, que anunciou em março de 2020 que The Last of Us seria adaptado como uma série de televisão para a HBO. A série será co-produzida pela Sony Pictures Television e PlayStation Productions, com Druckmann servindo como roteirista e produtor executivo junto com Craig Mazin; a produtora Carolyn Strauss da HBO e Evan Wells, presidente da Naughty Dog, também estão envolvidos como produtores.

## Sequência
Druckmann comentou em fevereiro de 2014 que a possibilidade de uma sequência era de "50/50" e que a equipe precisaria encontrar uma história que "realmente valha contar e que não esteja se repetindo". Meyer afirmou em julho que não considerar uma sequência "seria um desserviço" para o estúdio e os fãs. North chegou a mencionar em junho de 2015 que "Eu sei que eles estão fazendo Last of Us 2"; Druckmann posteriormente respondeu dizendo que uma pequena equipe tinha explorado ideias e começado a construir protótipos relacionados com uma sequência, porém isto foi interrompido assim que os desenvolvedores foram transferidos para Uncharted 4: A Thief's End.
A sequência, chamada The Last of Us Part II, foi anunciada em dezembro de 2016 durante a conferência de imprensa da PlayStation Experience. A história se passa cinco anos após os eventos do jogo original, com Ellie sendo a personagem jogável e Joel também retornando. Santaolalla retornou para compor a trilha sonora, com Druckmann voltando para escrever a história junto com Halley Gross. Entretanto, Straley não retornou para trabalhar no projeto.